# Heiligkreuz-Mittelschule Coburg
Die  Heiligkreuz-Mittelschule Coburg  steht im Norden Coburgs. Das Schulgebäude der Mittelschule ist ein reich dekorierter und asymmetrisch gruppierter Jugendstilbau aus dem Jahr 1907 und steht als Baudenkmal in der Bayerischen Denkmalliste.

## Geschichte
Im Coburger Norden war ab etwa 1529 eine „teutsche Schule“ hinter der Coburger Heilig-Kreuz-Kirche vorhanden, die 1836 geschlossen wurde. Im Schuljahr 1903/1904 existierten vier Volksschulen im Coburger Süden mit 2823 Schülern in 60 Klassen. Das starke Wachstum der Einwohnerzahl Coburgs erforderte dann Anfang des 20. Jahrhunderts den Neubau einer Volksschule. Daher beschloss im Oktober 1903 der Magistrat die Errichtung einer Freischule im Coburger Norden, deren Besuch kein Schulgeld kostete. Dem neu berufenen Stadtbaumeister Max Böhme wurde die Planung des Schulhauses auf dem Gelände am Schleifanger übertragen. Ein erster Entwurf war im Juni 1904 fertig und Anfang 1905 waren die Planungen abgeschlossen. Die mussten aber 1905 noch einmal komplett überarbeitet werden, um die veranschlagten Baukosten von 394.000 Mark auf 324.000 Mark verkleinern zu können. Am 2. Oktober 1905 folgte der erste Spatenstich, Richtfest war am 1. September 1906 und Einweihung als Heiligkreuzschule am 2. Mai 1907. Die Baukosten betrugen 332.500 Mark. Keine zwei Jahre später, im Februar 1909 standen die Schulgebäude, neben dem Lauterbach gelegen, aufgrund eines schweren Hochwassers unter Wasser.

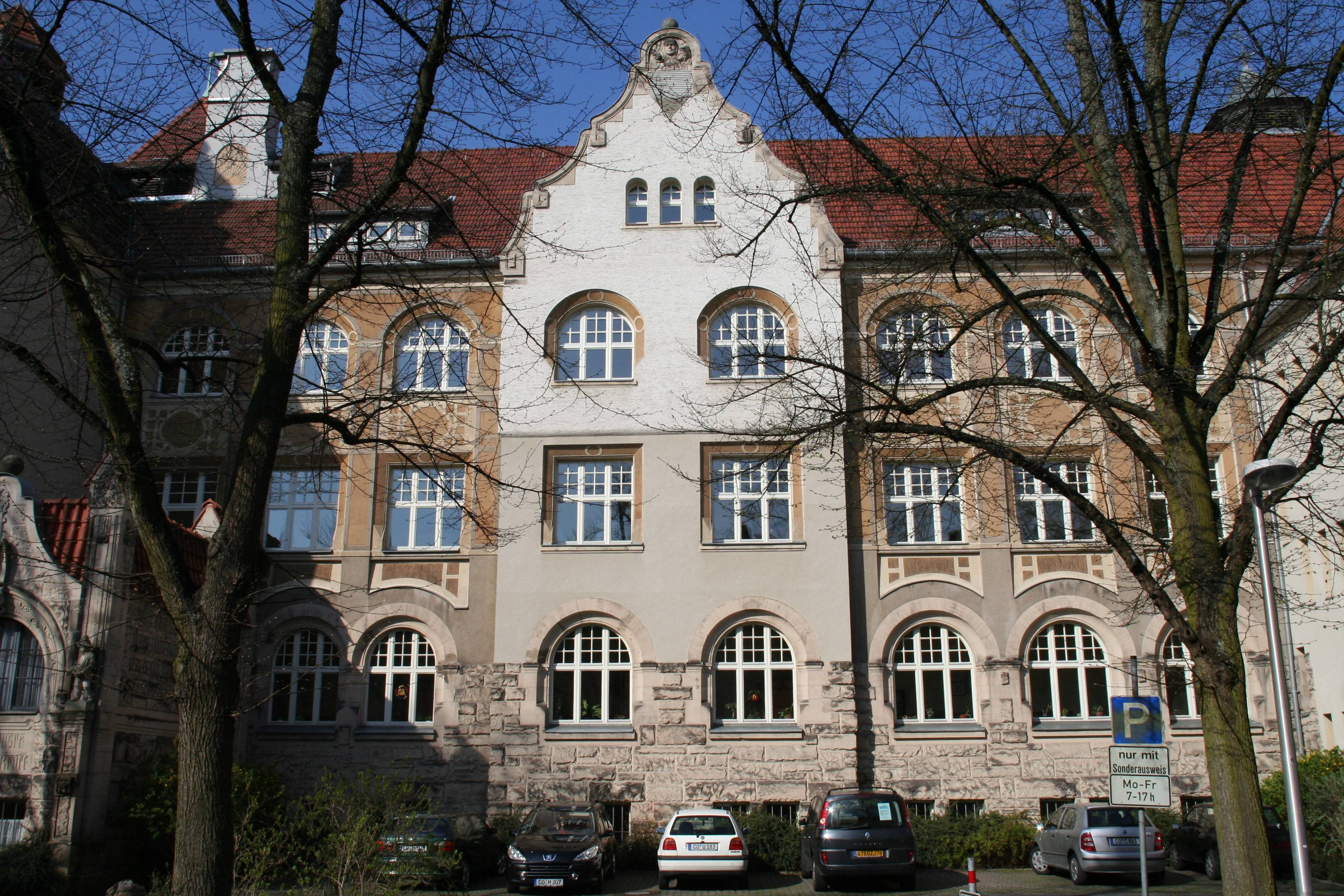
Hauptflügel, Ostansicht

21 Klassenzimmer waren zeitgemäß eingerichtet worden. Die damals besonders moderne Einrichtung der Schule umfasste unter anderem eine eigene Turnhalle mit einem Grundriss von 20 Meter Länge und 12 Meter Breite. Damit war die Heiligkreuzschule die erste Schule in Coburg mit eigener Turnhalle. Außerdem wurden im Keller eine Schulküche und für die Hygiene der Schüler ein Brausebad eingerichtet sowie in den Obergeschossen Einzelklosetts mit Wasserspülung eingebaut. Daneben versorgten Wandbrunnen die Schüler mit sauberem Wasser. Zur Be- und Entlüftung wurden separate Kanäle eingebaut, die vom Keller aus befeuchtete Frischluft zuführten und über das Dach abführten. Die Beheizung erfolgte über eine Niederdruckdampfheizung mit Heizspiralen oder Radiatoren.
Im ersten Schuljahr gab es in acht Klassenstufen 801 Schüler in 19 Klassen, zehn Jahre später waren es 1065 Schüler in 21 Klassen, wobei eine komplette räumliche Trennung, mit eigenen Eingängen, zwischen Mädchen- und Jungenklassen vorhanden war. Die Trennung wurde bis in die 1950er beibehalten. Mit 1200 Schülern wurde im Schuljahr 1950/51 der Höchstwert erreicht. Dies führte zur Ausgliederung der Klassen eins bis vier in die Jean-Paul-Volksschule Coburg. Im Schuljahr 2008/09 wurden 333 Schüler in 15 Klassen der Jahrgangsstufen fünf bis neun in der Heiligkreuzschule unterrichtet, die seit dem Schuljahr 2007/2008 als gebundene Ganztagsschule betrieben wird. Von 2016 bis 2024 wurde eine Generalsanierung des Schulgebäudes durchgeführt.

## Schulgebäude

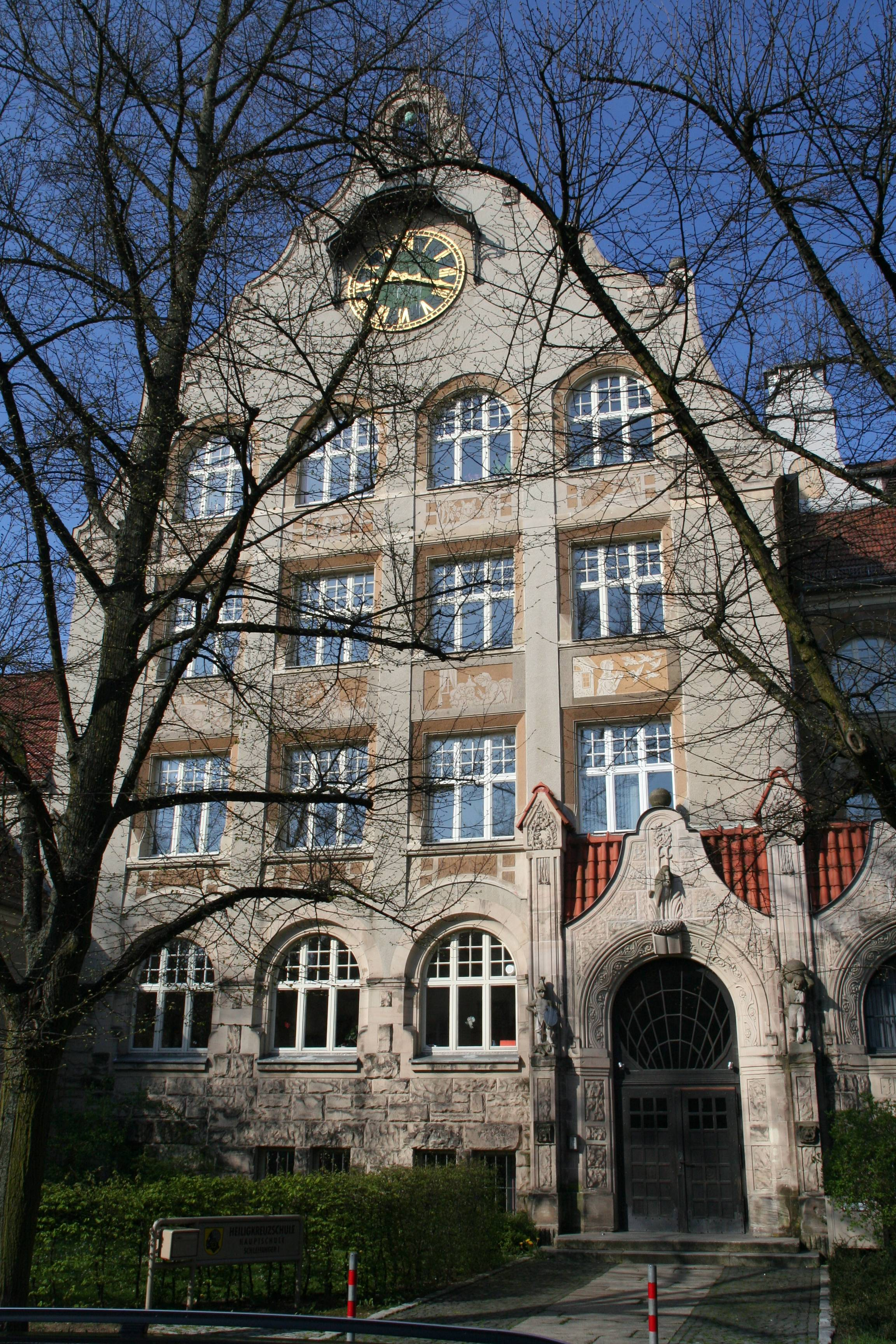
Südflügel, Ostansicht

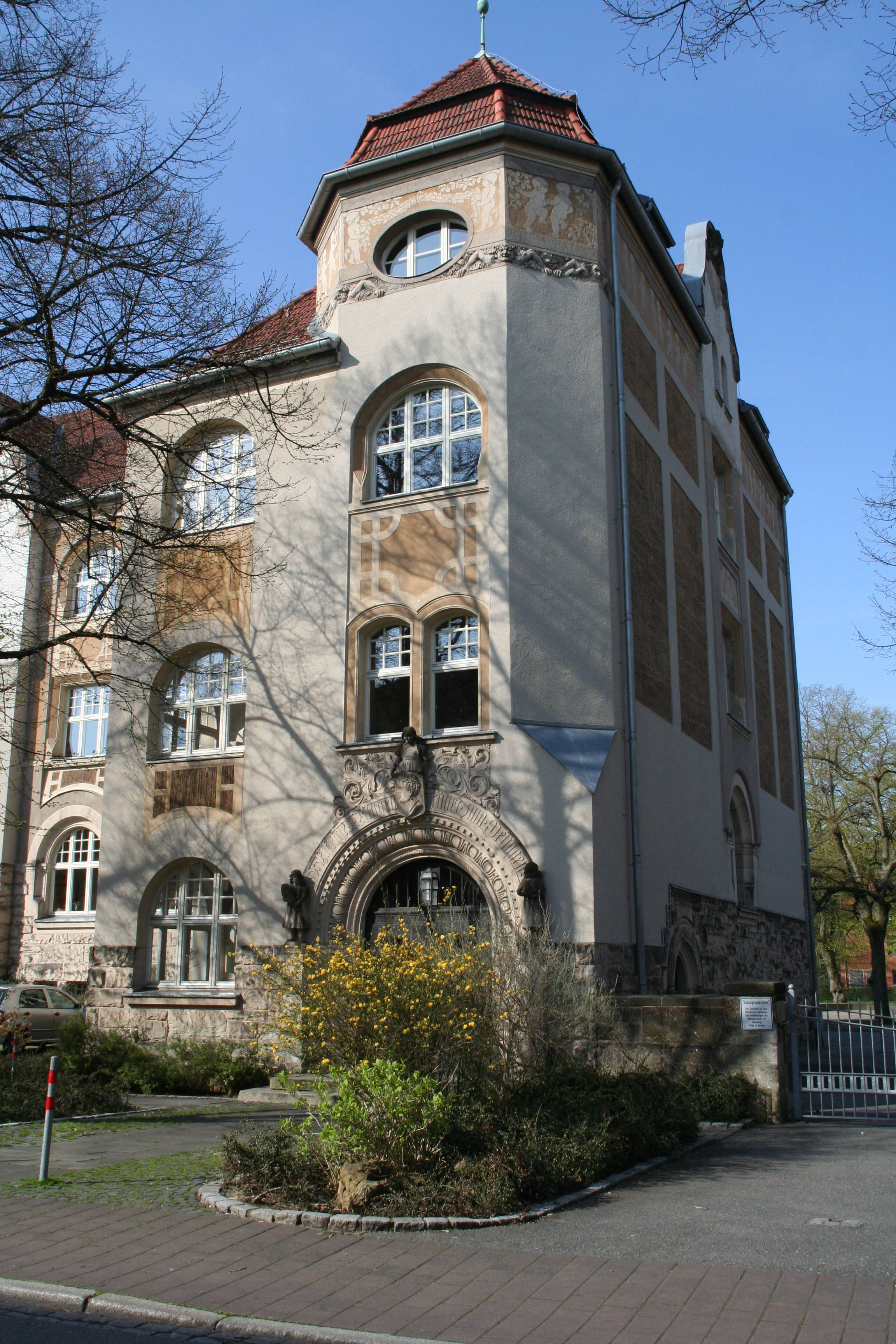
Nordflügel, Nord-Ost-Ansicht

Das langgestreckte Schulgebäude ist ein Jugendstilbau. Es weist einen unregelmäßigen dreiflügeligen Grundriss auf und besteht aus dem dreieinhalbgeschossigen Hauptflügel, der zurückgesetzt, parallel zur Straße angeordnet ist und aus zwei unterschiedlich langen Seitenflügeln sowie der Turnhalle.
Der Hauptflügel besitzt ein Satteldach und ist in der Straßenfassade auf der Ostseite durch einen zweiachsigen Mittelrisalit mit geschweiftem Zwerchgiebel gekennzeichnet. Das hochgesetzte Erdgeschoss ist mit überstehendem Natursteinmauerwerk -bossierter Quadersockel- und Rundbogenfenstern gestaltet. Darüber ist die Fassade verputzt und weist gefaste Rechteckfenster im 1. Obergeschoss sowie gefaste Rundbogenfenster im 2. Obergeschoss auf.
Der viergeschossige Südflügel besitzt vier Achsen und ist durch einen Schweifgiebel mit der Schuluhr geprägt. Im Erdgeschoss ist als Vorbau der Haupteingang angeordnet, ursprünglich war es der Zugang für die Jungenklassen. Der eingeschossige und zweiteilige Portalvorbau besitzt drei Strebepfeiler mit zwei dazwischen angeordneten Rundbögen für das Portal und ein Fenster. Auf den Keilsteinen darüber sind Steinfiguren eines Marabus im Nest mit aufgeschlagenem Buch (Symbol der Weisheit) und eines Adlers mit Schlangenknäuel in seinem Horst (Symbol der Stärke und Wachsamkeit) vorhanden. Auf Konsolen an den Strebepfeiler sind drei Knaben abgebildet, die, von links nach rechts, den Wehrstand, Lehrstand und Nährstand symbolisieren. Zusätzlich schmücken Inschriften unter dem Rundbogenfenster und an der Nebenseite den Vorbau.
Der Nordflügel weist in der Straßenfront zwei Achsen auf und ist rechts oben durch einen Eckturm mit gebrochenem Halbwalmdach und unten durch einen Nebeneingang, ursprünglich für die Mädchenklassen errichtet, geprägt. Der aus Naturstein bestehende Rundbogen über dem Eingangsportal ist mit der Inschrift „Kunst-und-Lehre-gibt-Gunst-und-Ehre“ geschmückt. Eine Schildhalterin im Bogenscheitel trägt das Stadtwappen mit dem Mohrenkopf, seitlich auf den Bogenkämpfern stehen als Steinfiguren zwei Mädchen, rechts mit einem Buch und links mit einer Schultüte.
Die Nordfassade ist bis auf den mittig angeordneten Treppenhausrisalit fensterlos und besitzt unten einen seitlich angeordneten Nebeneingang zum Schulhof, der mit einer weiteren Inschrift geziert ist. Die Westfassade zum Schulhof ist schlichter gehalten und wird durch je drei Fenster für ein Klassenzimmer, eingerahmt durch Doppelpilaster, gegliedert. In der Gebäudeecke zwischen Haupt- und Südflügel ist ein Treppenhausturm mit einem Portal als Schulhofausgang angeordnet. Oben wird der Turm von einem achtseitig gestuften Pyramidendach mit Uhrengaube abgeschlossen. Bei den Treppenhäusern ist innen noch die ursprüngliche Ausgestaltung mit Keramikwandverkleidungen, Geländern mit Blechbildern, Sitzbänken und Verglasungen vorhanden, genauso wie die alten Klassenzimmertüren.

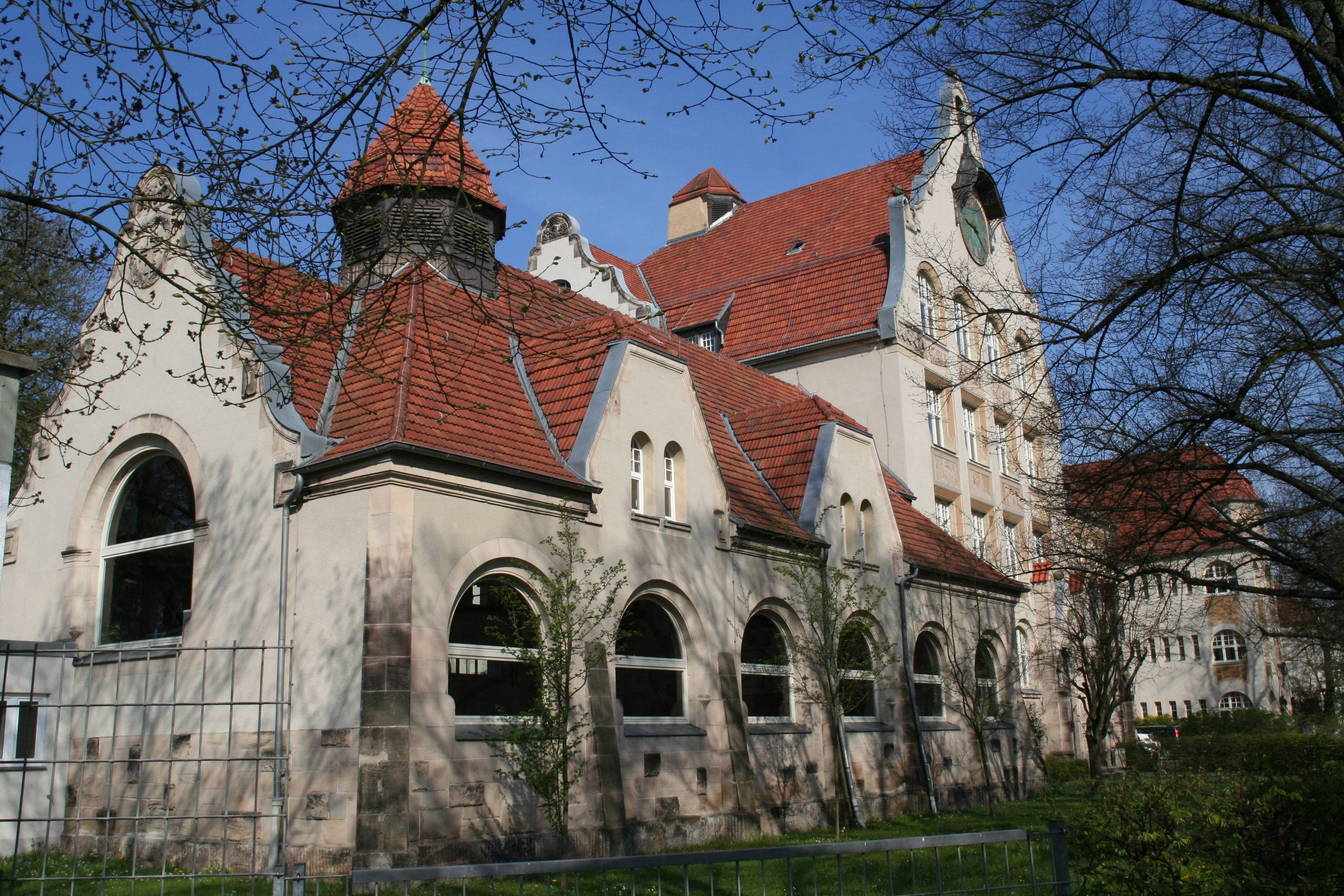
Turnhalle, Süd-Ost-Ansicht

Die südlich vom Schultrakt angeordnete Turnhalle ist ein eingeschossiger Walmdachbau, der auf der östlichen Straßenfront sechs Arkaden mit Rundbogenfenstern sowie zwei Zwerchgiebel aufweist und einen südlich angeordneten Dachreiter besitzt. Der Giebel ist durch ein großes mittig angeordnetes Rundbogenfenster gekennzeichnet. Die Giebelspitze besteht aus einem Kranzrelief mit den vier F des Turnerkreuzes „Frisch, Fromm, Fröhlich, Frei“ sowie der Jahreszahl 1907.
Bis auf den Anbau von Geräte- und Umkleideräumen an die Turnhalle im Jahr 1965 ist das Schulgebäude nie erweitert worden. Ende der 1970er wurden viele der gegliederten Fenster durch großscheibige ersetzt. Im Rahmen einer kompletten Innensanierung von 1982 bis 1987 kam es unter anderem zur Modernisierung der Klassenräume, zum Ausbau des Dachgeschosses des Hauptflügels, zum Einbau einer Gasheizung und zur Erneuerung von Sanitär- und Elektroanlagen. Anschließend folgte bis 1995 die Sanierung und Rekonstruierung der Fassade.

## Eingänge

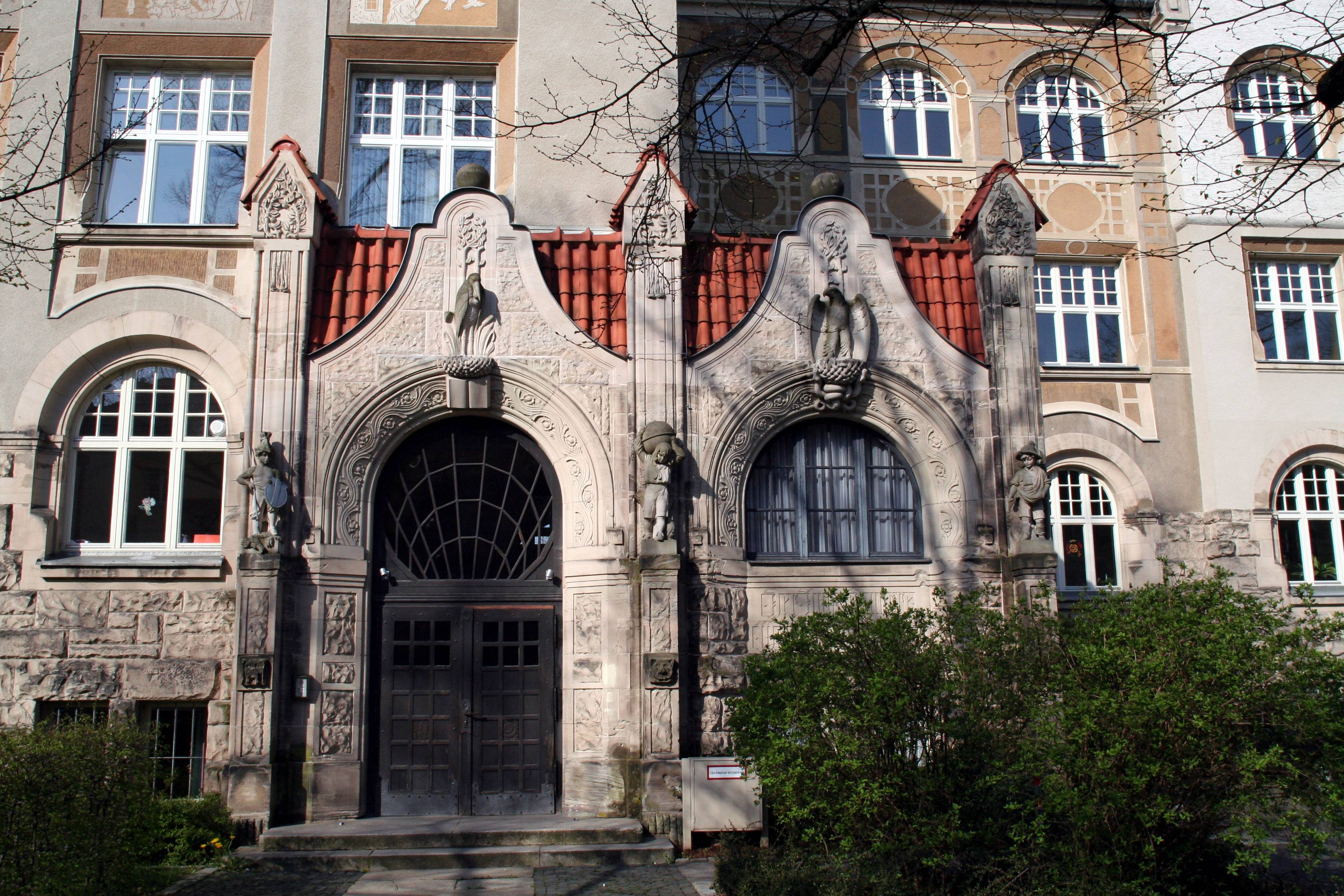
Südflügel, ehemaliger Jungeneingang
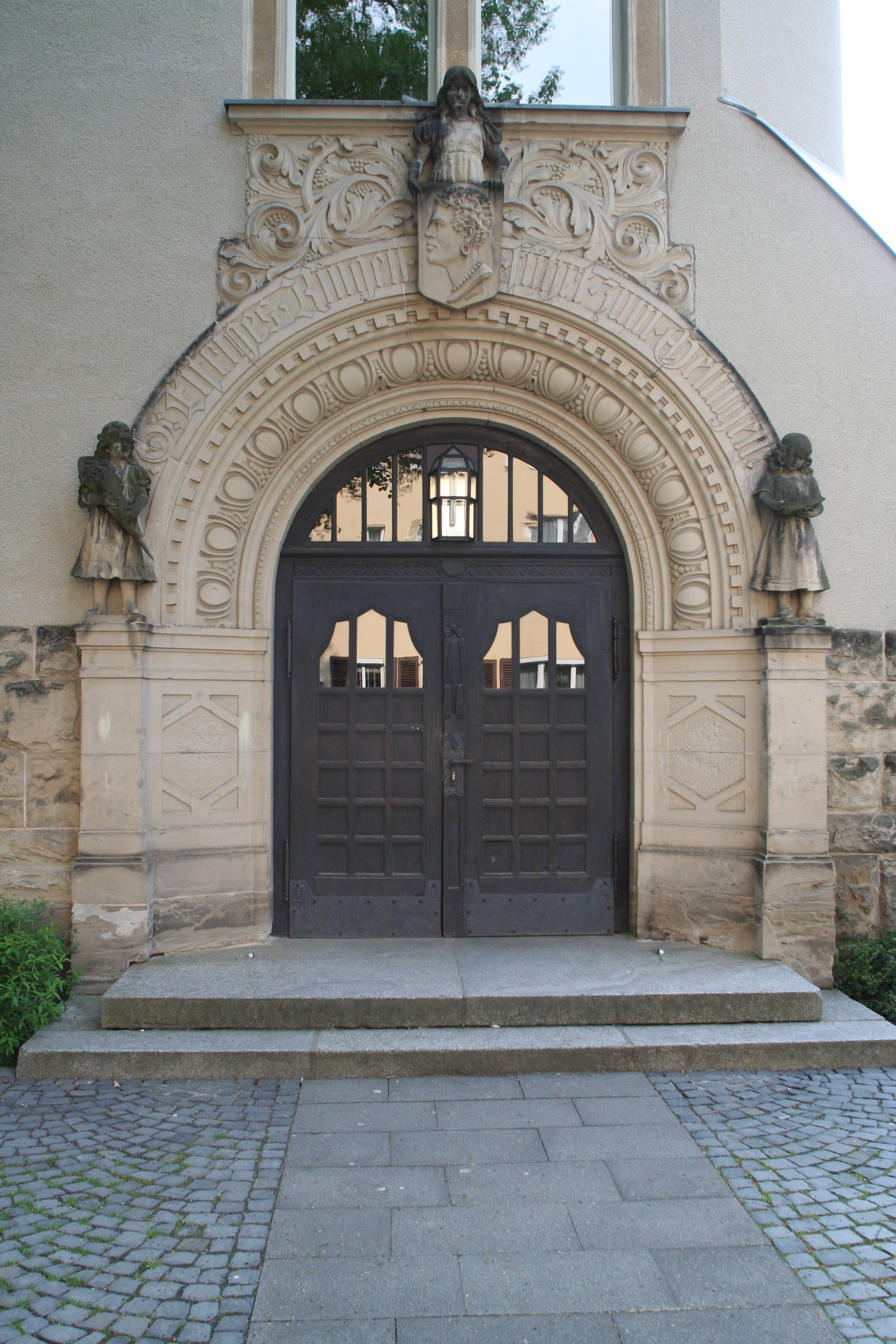
Nordflügel, ehemaliger Mädcheneingang
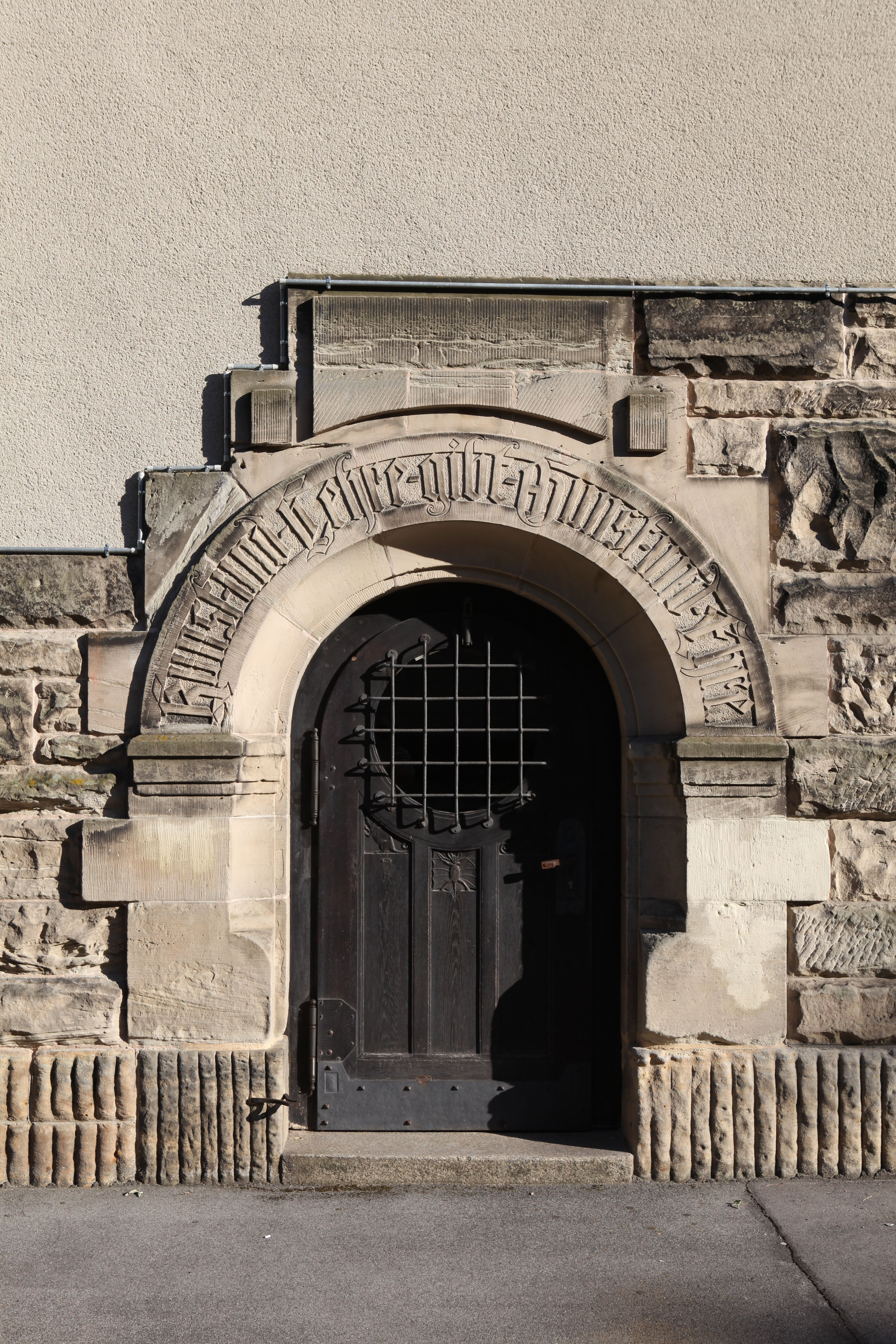
Nordflügel, Nebeneingang Nordseite